# Oud-Griekse astronomie
De oud-Griekse astronomie was de astronomie in het oude Griekenland en de hellenistische wereld. Zij was met name in de archaïsche en klassieke periodes (800 - 300 v.Chr.) van speculatieve, natuurfilosofische aard, maar in de hellenistische periode (300 - 30 v.Chr.) ging men meer observeren, meten en berekenen, waarbij nieuwe hulpmiddelen zoals het armillarium ontwikkeld werden. Astronomie werd gebruikt voor praktische doeleinden zoals het bepalen van kalenderdata, maar bleef vooral een abstracte bezigheid. Grieken verbonden astronomie met filosofie, astrologie, geografie en geometrie, en ontwikkelden theorieën over de aarde, planeten en sterren die uniek waren. Men bepaalde bijvoorbeeld de bolvorm van de aarde, berekende haar omtrek en ontwikkelde heliocentrische modellen. In de Romeinse tijd (30 v.Chr. - 300 n.Chr.) kwam er een eind aan de nieuwe ontwikkelingen. De werken van onderzoekers zoals Aristoteles en Claudius Ptolemaeus waren tot en met de vroegmoderne tijd van invloed op de westerse astronomie.

## Definiëring

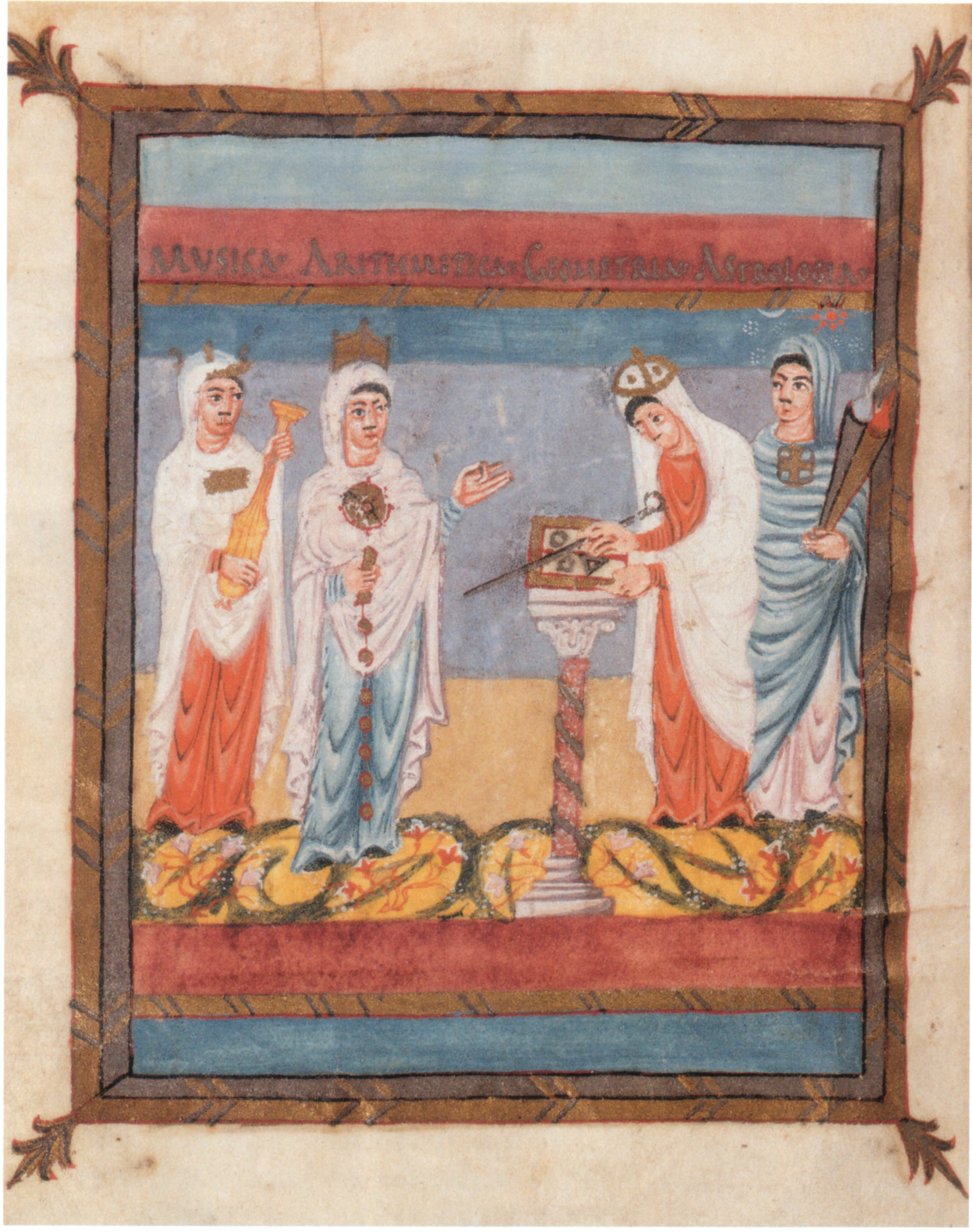
Het quadrivium, basis van het middeleeuwse onderwijs. Astrologia staat geheel rechts. Boëthius, De institutione arithmetica, 845. Bamberg, Msc.Class.5, fol. 9v.

Astronomia is afgeleid van het Oudgriekse astronomos (ἀστρονόμος), 'sterrenkundige'. Die termen zijn samengesteld uit astron ‘ster’ en -nomos, van het werkwoord nemein ‘ordenen, groeperen’.  Oorspronkelijk waren deze termen (quasi) synoniemen van respectievelijk astrologia en astrologos, waarbij het tweede lid afkomstig is van -logos (woord, bij uitbreiding: kunde). Voor 'sterrenwichelarij' gebruikte men het woord astromanteia.
Astronomie is de studie naar de sterrenhemel die, vergeleken met de Egyptische en Babylonische studies, betrekkelijk los staat van de godsdienst. Ze is zowel observationeel en wiskundig als speculatief en hield ook kosmologie in, de bestudering van de structuur van de kosmos. Kosmos betekent zowel 'orde' als 'wereld' of 'universum'. Voor de Grieken in de archaïsche en klassieke periode gingen observatie van de sterrenhemel en speculatie daarover hand in hand, en zodoende is astronomie verbonden met natuurfilosofie: het logisch denken over de aard en de werking van de natuur.

## Archaïsche periode (ca. 800 - 500 v.Chr.)

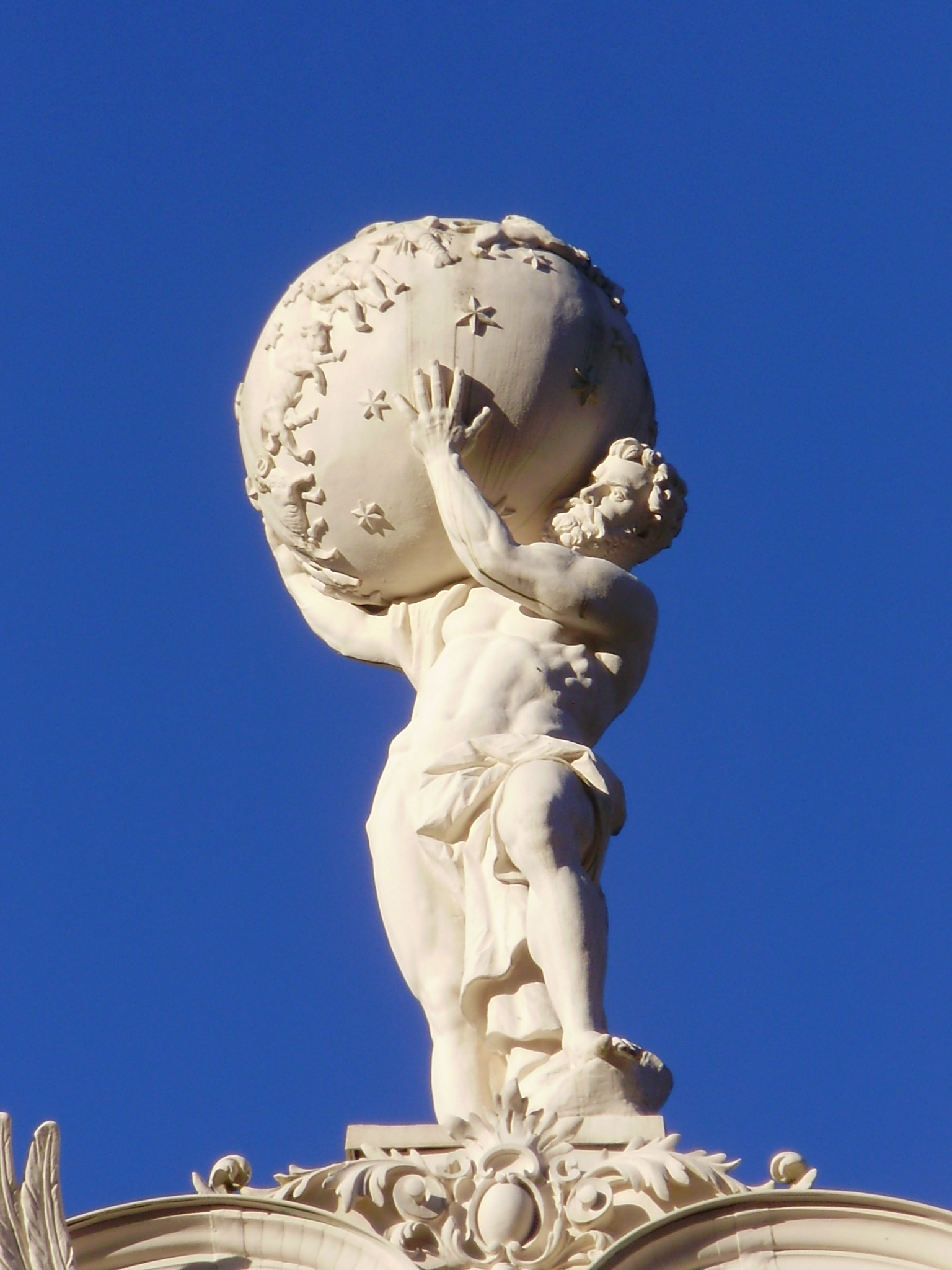
De titaan Atlas, die de hemel op zijn schouders torst. Deze voorstelling uit de Griekse mythologie veronderstelt een platte aarde, met daarboven de hemel als dak of koepel.

Over de vroegste Griekse astronomie is weinig bekend door gebrek aan bronnen. Ze diende vooral voor praktische doeleinden zoals het bepalen van agriculturele en religieuze handelingen. Dat speelt bijvoorbeeld een rol in Hesiodus' Werken en dagen (circa 700 v.Chr.). Die populair-praktische astronomie beïnvloedde didactische poëzie van Aratus (Phaenomena), Vergilius (Georgica) en Ovidius (Fasti). Men kende sterrenbeelden en keek naar het opkomen en ondergaan van sterren zoals Sirius om de seizoenen te bepalen, al bestond er nog geen algemene kalender. Voor veel presocratische filosofen en dichters als Homerus en Hesiodus bestond het kosmologische model uit een platte aarde met daarop een hemelkoepel waaraan de hemellichamen vastzaten. Delphi gold als het geografische centrum van de wereld waardoorheen de aardas loopt. Dat model leidde tot problemen.
Het zenit (het hoogste punt van de hemelkoepel) stemde dan niet overeen met de hemelas, gemarkeerd door de poolster. Bepaalde sterren stonden dichter bij de noordelijke horizon naarmate men zuidelijker ging. Bij een platte aarde verklaarde men dat verschijnsel door aan te nemen dat de sterren dichtbij stonden. Een ander probleem was dat bij de platte aarde het noorden niet exact het noorden kon blijven indien men oost- of westwaarts zou reizen. Later gaven enkelen, zoals de presocratische filosofen Empedocles en Anaxagoras, als verklaring dat de situatie in oertijden anders was maar mettertijd wijzigde.
Filosofen bestudeerden de hemel om inzicht te krijgen in het wezen van sterren en planeten, hun relatie met de aarde en de oorzaak van hun gedragingen. Astronomie had een sterk speculatief karakter, en er is slechts weinig bewijs voor gedegen observaties bewaard gebleven. Enkele gedachten over de kosmos en hemel waren persistent. Zo zagen Pythagoras en Plato de kosmos als ordelijk, harmonieus en eeuwig, maar ook als perfecter en idealer van vorm ten opzichte van de aarde, waar chaos en verandering bestaat. Daar sloot het denkbeeld op aan van geocentrisme: de planeten, inclusief de maan en de zon, draaien in perfecte, eeuwig voortgaande cirkels rondom de aarde, en daaromheen draait in een perfecte cirkel de sterrensfeer.
De presocraat Anaximander van Milete (610 - 547 v.Chr.) wordt de 'vader van de kosmologie' genoemd. Van hem zijn de stellingen afkomstig dat de banen van hemellichamen niet aan de horizon stoppen, dat de aarde zweeft in de ruimte en dat de hemellichamen op verschillende afstanden van de aarde staan. Latere filosofen namen die ideeën over maar hielden vast aan de platteaardetheorie. Mogelijk bedacht Anaximander ook de notie van de draaiende sterrensfeer. Die is hoe dan ook een Griekse uitvinding en gaat niet terug op Babylonische voorstellingen.

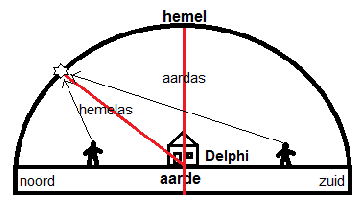
Archaïsch kosmologisch model: de platte aarde met Delphi als middelpunt, met het eruit volgende probleem van de hemelas en aardas en het gegeven dat bepaalde sterren dichter bij de noordelijke horizon komen te staan naarmate men zuidwaarts gaat.

## Klassieke periode (ca. 500 - 300 v.Chr.)
Belangrijke bronnen in de klassieke periode zijn Plato (ca. 427 - 347 v.Chr.) en Aristoteles (384 - 322 v.Chr.). Voor Plato staat astronomie echter nergens centraal, maar is ze slechts een middel tot hogere inzichten. In het algemeen wordt in de 5e eeuw v.Chr. meer Mesopotamische, astronomische kennis benut, vinden meer observaties plaats en maakt de geometrie een snelle ontwikkeling door, met name in Athene, waardoor geometrische modellen gebruikt werden voor het verklaren van astronomische gegevens.
Verder rekende men astronomie samen met geometrie en wiskunde tot de 'mathematische wetenschappen', soms met toevoeging van de muziekleer. Voor diverse filosofen, zoals Plato (ca. 427 v.Chr. - 347 v.Chr.), waren dit essentiële vakken voor de vorming van de filosoof. Ze leerden iets over de afmetingen, hoeveelheden en onderlinge verhoudingen van de dingen. Dat was van belang voor het verkrijgen van inzicht in kosmische harmonie. Geometrie heeft als studieobject bijvoorbeeld de objecten in rust, de astronomie echter de objecten in beweging. Deze mathematische wetenschappen werden de basis voor het middeleeuwse quadrivium.

### Filosofische speculatie (tot ca. 400 v.Chr.)
De filosoof Xenophanes (rond 500 v.Chr.) zag de ruimte om de aarde als lineair met een 'onder' en een 'boven'. Parmenides (ca. begin 5e eeuw v.Chr.) was mogelijk de eerste die de kosmos als bolvormig beschouwde. Daar voegde Anaxagoras (5e eeuw v.Chr.) aan toe dat de kosmos draaide. Vervolgens stelde Democritus dat onze kosmos maar een van vele was. Daar voorbij liggen eindeloze hoeveelheden atomen en leegtes, met kosmoi die ontstaan en weer vergaan. Pas rond 420 v.Chr. werd dankzij de pythagoreeër Philolaus de opvatting bekend dat de aarde net als de kosmos rond is, en dat die net als de andere planeten draait rond een onzichtbare 'haard' die de zon en de sterren verlicht.

Filosofische speculatie van de pythagoreeër Philolaus, die een centrale haard voorstelde waar alles omheen draait, inclusief een onzichtbare tegenaarde.

Men speculeerde ook over de hemellichamen. Halverwege de 5e eeuw v.Chr. stelde Empedocles, mogelijk als eerste, dat het licht van de maan een reflectie was van zonlicht. Anaxagoras geloofde dat de zon eigenlijk een steen was met veel vuur, analoog aan meteorieten. Daaruit leidde hij af dat er nog veel meer onzichtbare stenen in de hemel moesten zijn. Philolaus beweerde tot slot dat er voor de aarde ook een voor ons onzichtbare tegenaarde (antichthon) moest zijn achter de zon. Zo kwam het aantal hemellichamen namelijk op tien uit, het perfecte getal in het pythagorisme.

### Berekening en experiment (v.a. 5e eeuw v.Chr.)
De Grieken maakten gebruik van Mesopotamische, astronomische kennis, verkregen door observaties. Mogelijk kende men de in oorsprong Mesopotamische zodiac al in de 6e eeuw v.Chr., en rond de 5e eeuw v.Chr. oefende de Mesopotamische kennis een belangrijke invloed uit op de ontwikkeling van Griekse astronomie. Zo meldde Aristoteles dat gegevens over occultaties (het bewegen van een hemellichaam voor een ander hemellichaam) beschikbaar waren uit Mesopotamische bronnen. Dergelijke gegevens waren inderdaad opgetekend in de Babylonische astronomische dagboeken. Onder Alexander de Grote is deze grote hoeveelheid data meegebracht uit Babylonië, volgens een traditie door Aristoteles' neef Callisthenes. Claudius Ptolemaeus wist bijvoorbeeld dat observaties in elk geval teruggingen tot de tijd van Nabonassar (8e eeuw v.Chr.).

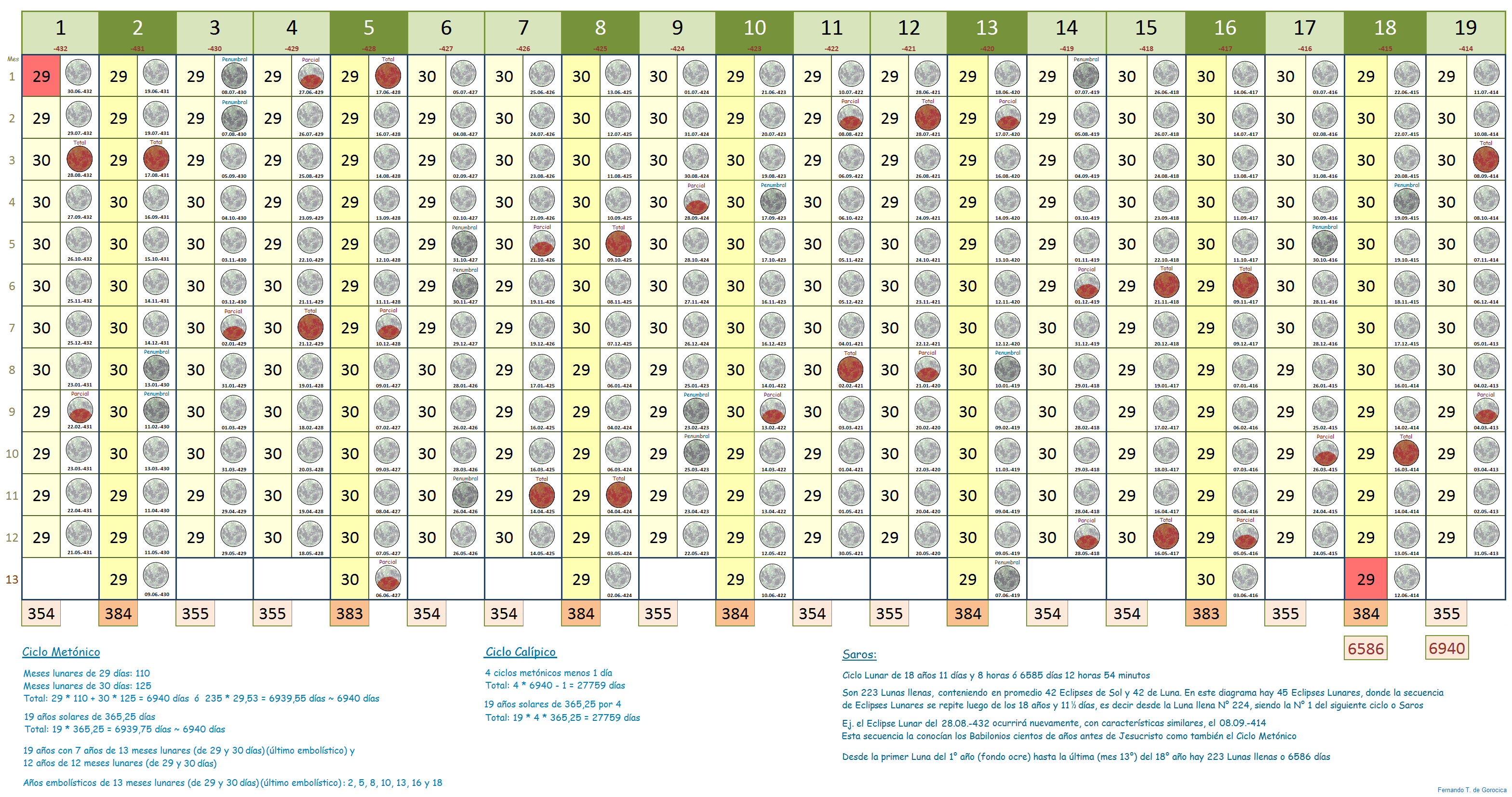
Metonische cyclus.

De eerst gedateerde meting stamt uit 432 v.Chr. en is de observatie van de zonnewende door Euctemon en Meton van Athene, de eerste 'wetenschappelijke' astronomen vanwege uitvoerige observaties. Op grond daarvan maakten ze een kalender, die beter aansloot bij de omloop van zowel de maan als de zon. Dat was een innovatie, omdat destijds geen algemeen gangbare kalender bestond en omdat kalenders maankalenders waren. Die leidden tot een geleidelijke verschuiving van de seizoenen, omdat maanmaanden nooit overlappen met een zonnejaar. De metonische cyclus, vernoemd naar Meton, loste dat op. Die bestond uit negentien jaren, met zeven jaren van dertien maanden en twaalf jaren van twaalf. Men laste dus extra maanden in om de verschuiving te compenseren. Die cyclus was reeds door Babyloniërs gebruikt.
Daarnaast had Euctemon geobserveerd dat de tijdspanne tussen een opeenvolgende equinox (het moment waarop de zon loodrecht op de evenaar staat) en zonnewende (solstitium) ongelijk zijn. Hij en Meton maakten de eerste parapegma, een sterrenkalender met een chronologisch overzicht van de opkomst en ondergang van sterren gedurende een jaar. Het voordeel van de parapegma was dat die niet regionaal bepaald was maar voor alle Grieken bruikbaar was.

### Eindig of oneindig universum (6e eeuw - 1 v.Chr.)

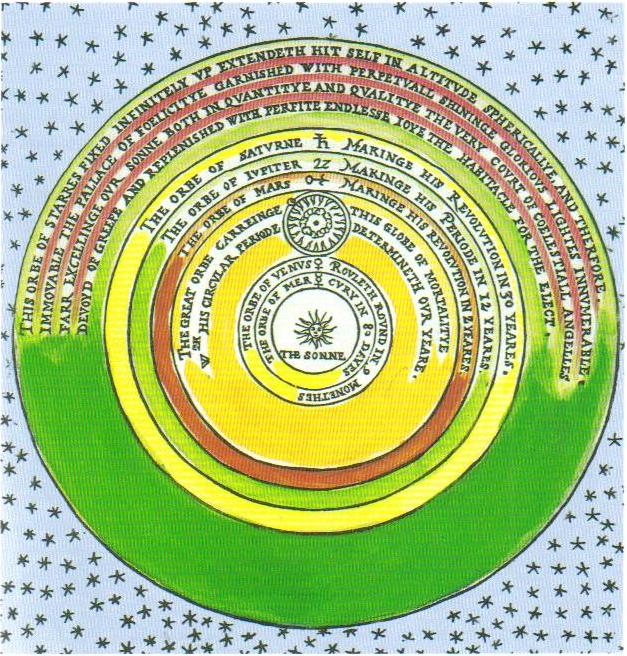
In 1576 beeldde Thomas Digges het copernicaanse heliocentrische model af in een oneindige kosmos. De tekst boven de oorspronkelijke illustratie luidt: 'Een perfecte beschrijving van de hemelse bollen volgens het oude doctrine van de pythagoreeërs', waarmee Aristarchus werd bedoeld.

Anaximander geloofde dat de planeten verder weg stonden dan de sterren en legde met zijn notie van het Oneindige (apeiron) de kiem voor het idee van een oneindig universum, maar ten tijde van Plato geloofden astronomen dat niet meer en meenden ze dat de sterren het verste weg stonden. Aristoteles stelde dat alle sterren op dezelfde afstand van de aarde moeten staan, omdat ze een vaste afstand hebben ten opzichte van elkaar. Anders hadden ze verschillende snelheden, zoals de planeten. Daarbij moest de kosmos eindig zijn, want in een oneindig heelal zouden de sterren een oneindige snelheid hebben. Buiten de sterrensfeer kon absoluut niets bestaan, dus ook geen leegte en oneindigheid. Zodoende werd het archaïsche concept van een soort hemelgewelf dat de kosmos omvatte opnieuw geïntroduceerd.
Een vroege voorstander van een oneindig universum was Heraclides Ponticus (388-310 v.Chr.). Tegen de aristotelianen in geloofde hij tevens dat de aarde in 24 uur rond zijn as draaide en dat de sterren dus stilstonden. Daardoor hoefden die niet meer één vaste sfeer te vormen, maar konden ze achter elkaar staan, en kon elke ster een afzonderlijke kosmos vormen. Mogelijk werd Heraclides hierin beïnvloed door de reactie van de pythagoreeër Archytas op het idee van een gesloten kosmos: wat gebeurt er als je aan de rand van de kosmos staat en je je hand of een stok uitsteekt? Met zijn kosmologie beïnvloedde Heraclides de astronomen Aristarchus van Samos en Seleucus van Seleucia.
Volgens de stoïcijnen (onder anderen Posidonius) was er voorbij de sterrensfeer enkel leegte. Dat leidde tot de vraag hoe het dan kon dat de materie niet door de hemelsferen naar buiten stroomde. Voor de epicureeërs was het antwoord dat onze kosmos slechts van tijdelijke aard was, en dat deze mettertijd inderdaad zou oplossen. Zij baseerden zich op het atomisme van Leucippus (5e eeuw v.Chr.) en Democritus, die veronderstelden dat het universum eindeloos is, waardoor ook het aantal kosmoi (werelden) eindeloos moest zijn. Elke kosmos (wereld) werd begrensd door sferen. De eigenlijke discussie betrof niet de vraag of onze kosmos besloten is of niet, maar wat er de status van is: is er alleen deze kosmos, of is er meer? Aristoteles' opvatting van één, onveranderlijke, gesloten kosmos werd niettemin de dominante, en pas met Nicolaus Cusanus en Giordano Bruno duikt de voorstelling van een oneindig heelal met veel werelden weer op.

### Eudoxus' homocentrische model (4e eeuw v.Chr.)
Tegen het begin van de 4e eeuw was het kosmologische model gevestigd dat de aarde het onbewogen middelpunt vormde van een reeks volmaakt ronde sferen. De buitenste sfeer was die van de sterren, die eens per etmaal ronddraaide van oost naar west. Daarbinnen zaten de sferen van de zeven destijds bekende planeten: de maan, de zon, Mercurius, Venus, Mars, Jupiter en Saturnus. Zij draaiden in tegenovergestelde richting met hun eigen tempo: de zon draait in een jaar tijd rond, maar de maan in ruwweg een maand. Dit model kon echter niet de retrograde bewegingen van planeten verklaren, en ook bood het geen verklaring voor de hoogteverschillen in hun banen: de zon staat 's zomers bijvoorbeeld hoger aan de hemel dan 's winters, ook al blijft zijn baan gelijk.
Eudoxus van Cnidus, leerling van Archytas, vond halverwege de 4e eeuw v.Chr. de oplossing. Zijn werk Snelheden bevatte een innovatief homocentrisch model op basis van geometrie en uitvoerige observaties van planeetbewegingen. Het model bevatte 27 concentrische sferen of bollen met hellende assen: een hemelsfeer en drie sferen per planeet, plus extra sferen voor het verkrijgen van latitudinale verschillen. De hemelsfeer met sterren heeft een omlooptijd van een jaar. De andere sferen draaien in tegenovergestelde richting met de omlooptijden van de respectievelijke planeten. De sferen golden als wiskundige abstracties, niet als fysieke werkelijkheid. Het model verklaarde de verschillende snelheden en retrograde bewegingen, maar bijvoorbeeld niet de beweging en afwisselende helderheid van Mars.

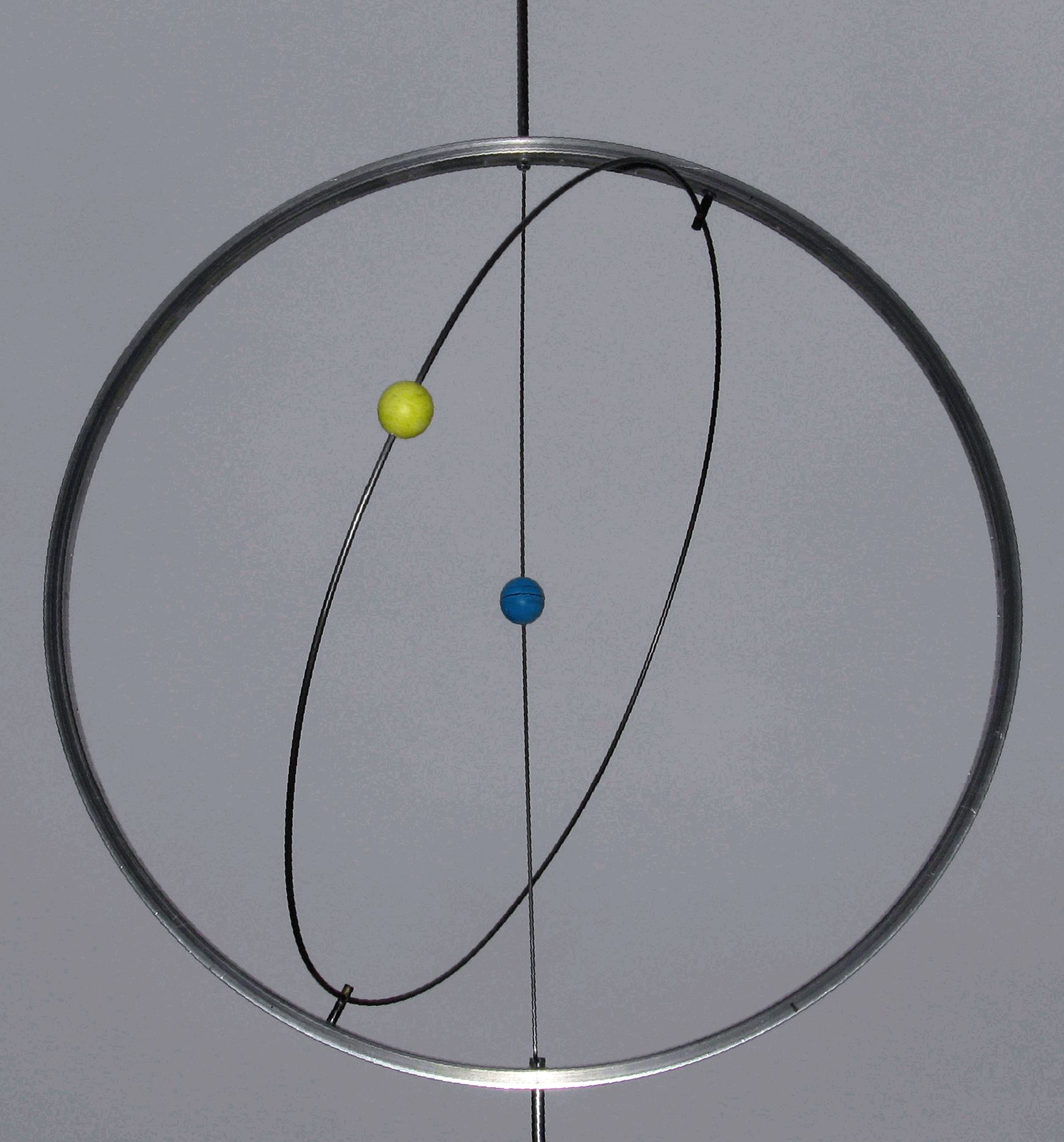
Een eenvoudige, driedimensionale voorstelling van Eudoxus' kosmologische model. Te zien zijn twee sferen die op elkaar zijn aangesloten. Zij maken de baan van de zon (geel) mogelijk. De eerste, kleinste sfeer draait een keer per dag en neemt de zon mee. De tweede, grootste draait een keer per jaar.
De schijnbaar retrograde beweging van planeten zoals Mars (de rode stip) naast de werkelijke beweging (linkerafbeelding).

Het model werd door Callippus van Cyzicus (ca. 340 v.Chr.) verbeterd met extra sferen om de bewegingen van de binnenste planeten en de veranderende seizoenen beter te verklaren. Dat model werd overgenomen door Aristoteles. Ondanks zijn invloed lag het model in conflict met de eerdere observatie van Meton en Euctemon. Eudoxus ging ervan uit dat de baan van de zon perfect en regelmatig is, terwijl de laatste twee het tegendeel constateerden. Daar komt bij dat Venus en Mars afwisselend dichterbij en verderaf stonden, wat reeds bekend was bij Polemarchus van Cyzicus. Callippus verbeterde de metonische cyclus en nam daar vier van minus één dag, wat 940 maanmaanden gaf in 76 jaar, wat resulteerde in een jaar van 365 en 1/4 dagen. Latere astronomen namen deze cyclus over. Ook verbeterde hij Euctemus' metingen van de periodes tussen solstitia en equinoxen. Nadat de equinoxen waren bepaald, ontstond de gewoonte om de dierenriem te laten beginnen met de voorjaarsequinox, zodat het eerste sterrenbeeld Ram werd.

### Ronde aarde (4e eeuw v.Chr.)
Het idee van een ronde aarde werd gangbaar. Aristoteles somde rond 350 v.Chr. de argumenten daarvoor op. Ten eerste wordt de maaneclips veroorzaakt doordat de aarde tussen de zon en de maan in komt te staan, en de schaduw op de maan is rond. Ten tweede zijn bepaalde sterren wel in Egypte te zien, maar niet op Cyprus en andersom, wat alleen mogelijk is op een gekromd oppervlak. Verder laat het model van een ronde aarde de aardas samenvallen met de hemelas. De as staat vervolgens loodrecht op de evenaar of het equatoriale vlak. Dit model werd standaard. Daarnaast verwees Aristoteles naar 'wiskundigen' die de omtrek van de bol berekend zouden hebben, vermoedelijk Eudoxus en Callippus. Overigens is de oudst bekende geconstrueerde globe die van Crates van Malus (2e eeuw v.Chr.).

## Hellenistische periode (300 - 30 v.Chr.)
In de hellenistische periode werden nieuwe ontdekkingen gedaan en ging men meer observeren, meten en berekenen. De oudste collectie astronomische observaties is van Aristyllus en Timocharis, Alexandrië, circa 290 v.Chr. De Griekse astronomie werd gestimuleerd door de ontwikkeling van de geometrie en de groeiende beschikbaarheid van Babylonische astronomische en wiskundige kennis. In het algemeen bleef de astronomie echter vooral theoretisch, en werd nieuwe kennis weinig praktisch toegepast. Astronomische metingen met behulp van astrolabia en gnoma vonden hun toepassing als aanvulling op de geografie.

### Geometrie en goniometrie (3e eeuw v.Chr.)
Geometrie en goniometrie (hoeksmeting) droegen in belangrijke mate bij aan de verwiskundiging van de astronomie. Belangrijk waren de metingen van Aristarchus van Samos (310 - 230 v.Chr.). Hij probeerde de afstand van de aarde tot de maan en de zon te berekenen (zie afbeelding), maar ook de diameters daarvan op grond van numerieke veronderstellingen. Het bleef een wiskundige oefening. Aristoteles had de omtrek van de aarde al vastgesteld, namelijk 400.000 stadia, maar Eratosthenes (283 - 200 v.Chr.) bereikte pas een nauwkeurig resultaat.
Eratosthenes merkte op dat tijdens de zomerzonnewende de zon in Syene recht in een put scheen. Op datzelfde moment was dat niet het geval in Alexandrië: de hoek van de lijn die van de schaduw naar de zon getrokken kon worden en de verticale lijn van Alexandrië bedroeg 1/50e van een cirkel. Aangenomen dat de aarde een bol was, bedroeg ook de hoek van de verticalen van Alexandrië en Syene 1/50e van een cirkel. De afstand tussen de steden bedroeg 5000 stadia, en ze lagen op een rechte noord-zuidlijn, een vereiste voor een goede meting in verband met de door de zon geworpen schaduw. Daaruit volgde dat de afstand tussen Alexandrië en Syene 1/50e van een cirkel bedroeg, wat een totale aardomtrek van 250.000 stadia opleverde. Vermoedelijk bedraagt dit zo'n 40.200 kilometer, wat betrekkelijk nauwkeurig is.

### Excentrische en epicyclische modellen (3e eeuw v.Chr.)
Na Callippus' homocentrische model kwamen twee andere modellen op. De eerste is het excentrische model, waarbij het middelpunt van een planeetcirkel niet samenvalt met de aarde als kosmisch centrum. Dit verklaarde wisselende afstanden van planeten ten opzichte van de aarde. De tweede was het epicyclische model, waarbij de planeet in een kleine cirkel ronddraait, waarvan het middelpunt op een grote cirkel ligt. De kleinere hulpcirkel heet een epicykel. Dit verklaarde retrograde bewegingen van planeten en werd bedacht door Apollonius van Perga (ca. 200 v.Chr.). Epicykels zouden later meer toegepast worden. Dergelijke modellen bleven echter beperkt tot theoretische astronomie en het oplossen van abstracte, wiskundige problemen. Ze werden niet gebruikt voor bijvoorbeeld het voorspellen van fenomenen of voor het achterhalen van de relatieve afmetingen van epicykels.

Eratosthenes' methode om de omtrek van de aarde te berekenen.
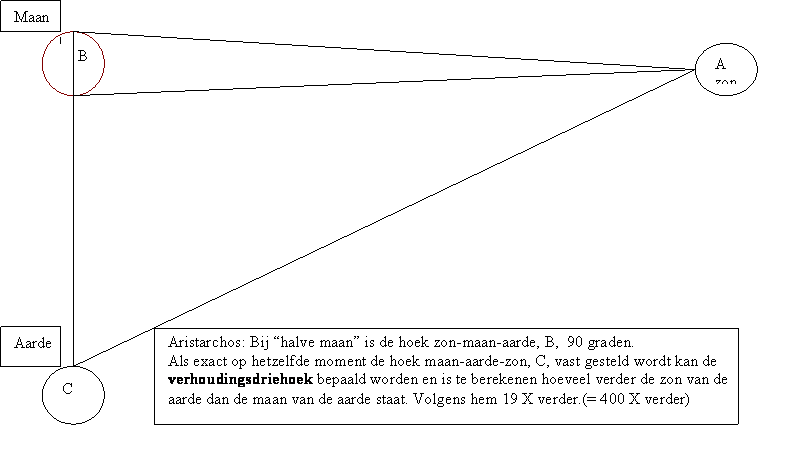
Aristarchus' berekening. De zon moet hier negentienmaal verder weg staan dan de afstand aarde-maan. In werkelijkheid staat de zon zo ver weg naar rechts (400 keer afstand aarde-maan) dat ook de hoek C dicht bij 90 graden komt.
Het waargenomen traject van de planeet en de voorgestelde epicykel in een baan om de aarde.

### Heliocentrisme (3e eeuw v.Chr.)
Er werden semi-heliocentrische modellen bedacht door onder anderen Heraclides van Pontos (388 - 310 v.Chr.). Hij formuleerde twee stellingen. Ten eerste dat de planeten Mercurius en Venus altijd binnen een bepaalde (beperkte) afstand van de zon blijven. Daarom stelde hij voor dat beide rondom de zon draaien in plaats van om de aarde. Ten tweede een logische en simpele omdraaiing: het draaien van de sterrensfeer kon even gemakkelijk verklaard worden met de aanname dat de aarde rond zijn as draait.
Aristarchus van Samos stelde een nieuw kosmologisch model voor, namelijk het heliocentrisme: de aarde draait in een cirkel om de zon. Zijn werk is niet overgeleverd, maar zijn argumenten werden aangehaald door Archimedes, Cleanthes, en Ptolemaeus. Seleucus van Seleucia (2e eeuw v.Chr.), Chalcidius (3e eeuw), Macrobius (4e eeuw) en Martianus Capella (5e eeuw) volgden het heliocentrisme, maar het geocentrisme bleef dominant.
De reden was dat het heliocentrisme niet goed aansloot bij de gangbare fysica en overheersende filosofische opvattingen van Plato en Aristoteles. Aristoteles had in zijn Over de hemel bijvoorbeeld geredeneerd dat de activiteit van god het eeuwige leven is, en aangezien de hemel goddelijk is, moet deze ook eeuwig zijn, en daarom moet ook de beweging ervan eeuwig zijn, zodat ze wel een ronddraaiende sfeer moet zijn. Bovendien is het centrum van een roterend lichaam stilstaand, en dus moet de aarde ook stilstaan. Daar kwam nog bij dat de aarde onderhevig is aan chaos, verandering en verval, omdat die bestaat uit de vier elementen lucht, vuur, water en aarde, terwijl de hemel en de hemellichamen van het vijfde element aither zijn. Verandering (de ondermaanse wereld) is een lineair proces van oorzaak en gevolg, terwijl eeuwigheid cyclisch moet zijn.

### Hipparchus' vernieuwingen (2e eeuw v.Chr.)
Hipparchus bracht een verschuiving teweeg van beschrijvende naar voorspellende astronomie. Voor zijn werk benutte hij de wiskunde van onder anderen Apollonius en observationele data van Aristyllus en Timocharis. Hij was ook de eerste die gebruik maakte van Babylonische observaties. De reden daarvoor was dat Babyloniërs veel vroeger dan de Grieken waren begonnen met nauwkeurige, structurele observaties. Op basis daarvan formuleerde hij een epicyclische theorie om planetaire fenomenen zoals maan- en zoneclipsen nauwkeurig te voorspellen, en concludeerde hij dat de equinoxen eigenlijk verschoven.
Verder schreef hij een catalogus van maaneclipsen op die terugging tot de 8e eeuw v. Chr. en maakte hij de eerste stercatalogus. Hij vermeldde daarin de positie en magnitude van elke ster. Tevens verbeterde hij de kalender. Het jaar was volgens hem namelijk 365,2467 dagen lang (moderne meting: 365,2422). Door het nauwgezet observeren van de zonnewendes en equinoxen zag hij verder dat de seizoenen ongelijk zijn. Daarom veronderstelde hij dat de baan van de zon excentrisch is. Ook verbeterde hij Aristarchus' maanafstand tot 29,5 keer de diameter van de aarde (moderne meting: 30,1). Tot slot gebruikte hij de Babylonische verdeling van de ecliptica in 360° en (voor het eerst) een aangepaste versie van het sexagesimale systeem, dat efficiënter was dan het Griekse: het leek op het decimale stelsel, maar met 60 als basis. De (Babylonische) data die Hipparchus bijeenbracht, waren later essentieel voor Ptolemaeus.

### Verdere ontwikkeling (1e eeuw v.Chr. - 1e eeuw n.Chr.)
De grote invloed van de latere Ptolemaeus leidde ertoe dat werken van zijn voorgangers verdwenen. Hij gebruikte het werk van Hipparchus veel, maar liet veel astronomen uit de tussenliggende periode ongenoemd uit minachting. Over de astronomische ontwikkeling tussen Hipparchus en Ptolemaeus is daarom erg weinig bekend. Papyrusfragmenten en Indiase teksten bieden soms informatie. Hipparchus maakte gebruik van een Babylonisch schema van 248 dagen om de longitudinale positie van de maan te bepalen. Dit schema werd overgenomen door onder anderen astrologen.
Hipparchus ontwikkelde geen wiskundige modellen voor het voorspellen van planetaire fenomenen, maar blijkens de grote hoeveelheid horoscopisch astrologische teksten vanaf de 1e eeuw v.Chr. werden die modellen later wel ontwikkeld. Voor een horoscoop zijn de posities van hemellichamen namelijk belangrijk op het ogenblik van de conceptie, geboorte of anderzijds. Een strikt onderscheid tussen astronomie als wetenschap en astrologie als pseudowetenschap is anachronistisch. Er werden tabellen opgesteld voor het berekenen van astronomische posities. Voor berekeningen waarbij de positie van de observator op aarde een rol speelde, ontwikkelde men geometrische methoden, verwant aan de analemma. Tot slot ontdekte men rond 100 n.Chr. de grondslagen voor de boldriehoeksmeting.

## Romeinse periode (30 v.Chr. - 300)

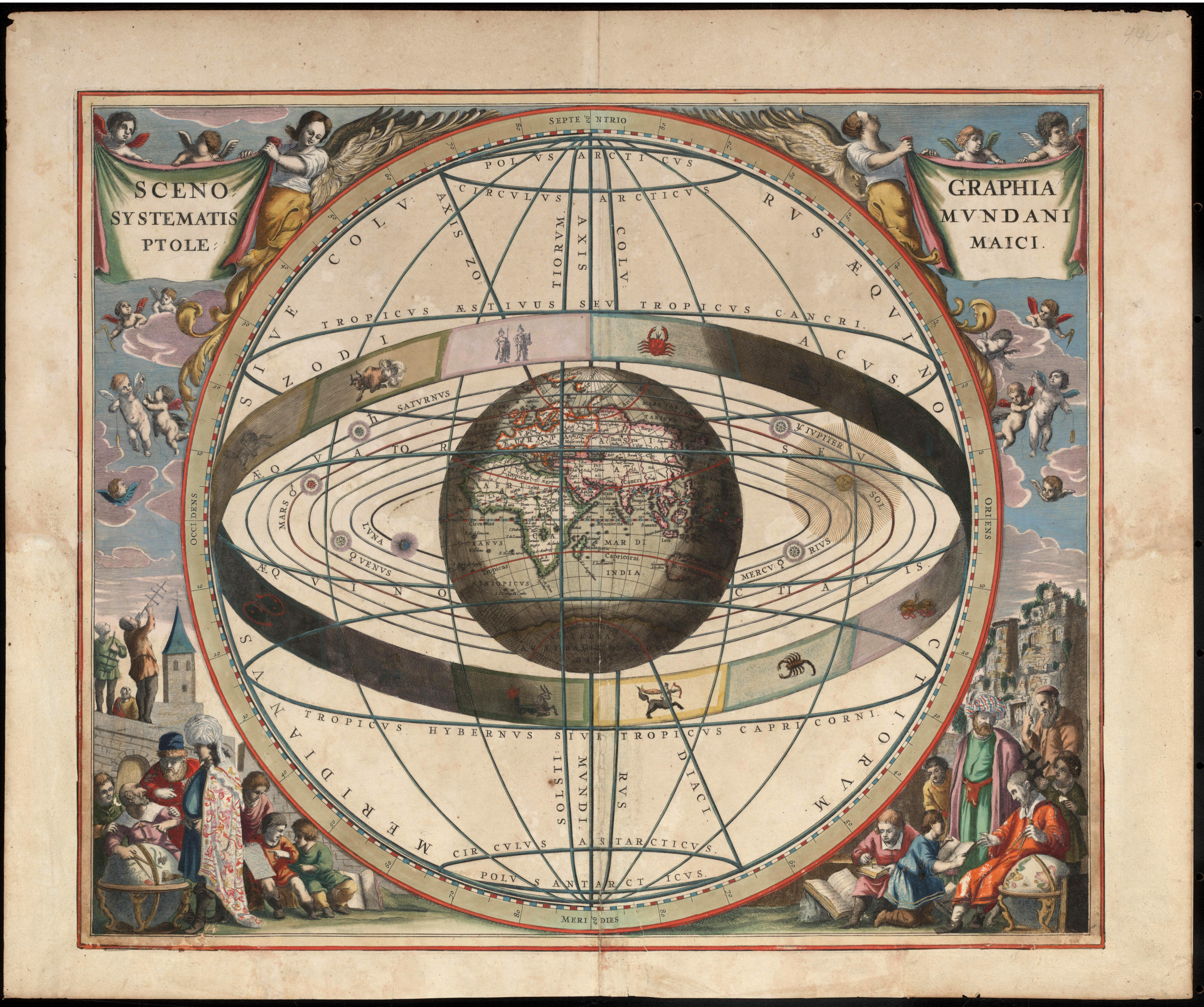
Ptolemaeus' kosmologie, zoals voorgesteld in de vroegmoderne tijd. Deze plaat is afkomstig uit de Harmonia macrocosmica van Andreas Cellarius, Amsterdam, 1660.

Weinig astronomische teksten uit de Romeins periode zijn bewaard gebleven. Voor studenten verschenen handboeken die een overzicht gaven van de stand van zaken zonder erg technisch en wiskundig te worden. Soms is daarbij sprake van filosofische uitweidingen. Van Geminus (1e eeuw v.Chr.), Cleomedes (eerste of 2e eeuw) en Theon van Smyrna (2e eeuw) zijn zulke handboeken bewaard gebleven. Langs die weg is informatie van vroegere auteurs overgeleverd.
Van Cleomedes is bekend dat hij met behulp van een klepsydra (wateruurwerk) de diameter van de zon en de maan berekende als een 720e deel van hun omloop. Als één watervat gevuld kan worden tussen de eerste verschijning van de zon aan de horizon tot en met zijn volledige verschijning boven de horizon, dan hoeft men enkel nog maar voor de rest van het etmaal de klepsydra te blijven volgen. Dat leverde een totaal van 750 vaten op. Daarmee was de diameter van de zon volgens Cleomedes dus 750e deel van zijn omloop.

### Claudius Ptolemaeus (2e eeuw)

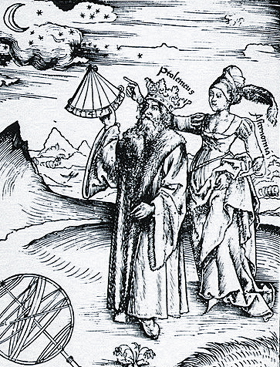
Claudius Ptolemaeus met een sextant, een armillarium en de muze Astronomie. Gravure uit Margarita philosophica, Gregor Reisch, 1508.

Claudius Ptolemaeus (ca. 100 - 175) schreef enkele invloedrijke boeken, en zijn kosmologische, geocentrische model zou de toon zetten tot in de vroegmoderne tijd. Door zijn invloed werden werken van voorgangers niet langer gekopieerd en beperkten diverse latere auteurs zich tot commentaren op Ptolemaeus' werk.
Zijn Syntaxis (Almagest) was een handboek voor astronomie dat eeuwenlang werd geraadpleegd. Het bevat veel observationele informatie van onder meer astronomen, een beschrijving van instrumenten en fenomenen, met daarnaast hypothesen over planetaire bewegingen en een kosmologisch model. Dat model loste de vreemde planeetbewegingen op door middel van epicykels en excentrische banen. Het model was geocentrisch, maar de banen van Venus en Mercurius werden voorgesteld als excentrisch, draaiend om een punt dat ergens op de aarde-zonlijn lag. Ptolemaeus bepaalde ook de maanafstand correcter, verbeterde de maantheorie (diens omloop en fasen) en stelde een nieuwe stercatalogus op.

Als aanvulling op de Syntaxis publiceerde Ptolemaeus de Hypotheses tōn planomenon (Planetaire hypothesen). Dit astronomisch materiaal diende tezamen als fundament voor het verwerven van astrologische kennis. Die astrologie behandelde hij in de Tetrabiblos, eveneens een invloedrijk handboek. Daarin schreef hij:
'Van de studies voorafgaand aan voorspelling door middel van astronomie, Oh Syrus, zijn er twee de belangrijkste. De eerste zowel in volgorde als betekenis leidt tot de kennis van de configuraties van de Zon, de Maan en de planeten en van hun relatieve aspecten tot elkaar en tot de Aarde [astronomie]. De andere neemt de veranderingen in overweging die de aspecten veroorzaken door middel van hun natuurlijke eigenschappen en in objecten die onder hun invloed staan [astrologie].'

## Late oudheid (na 300)

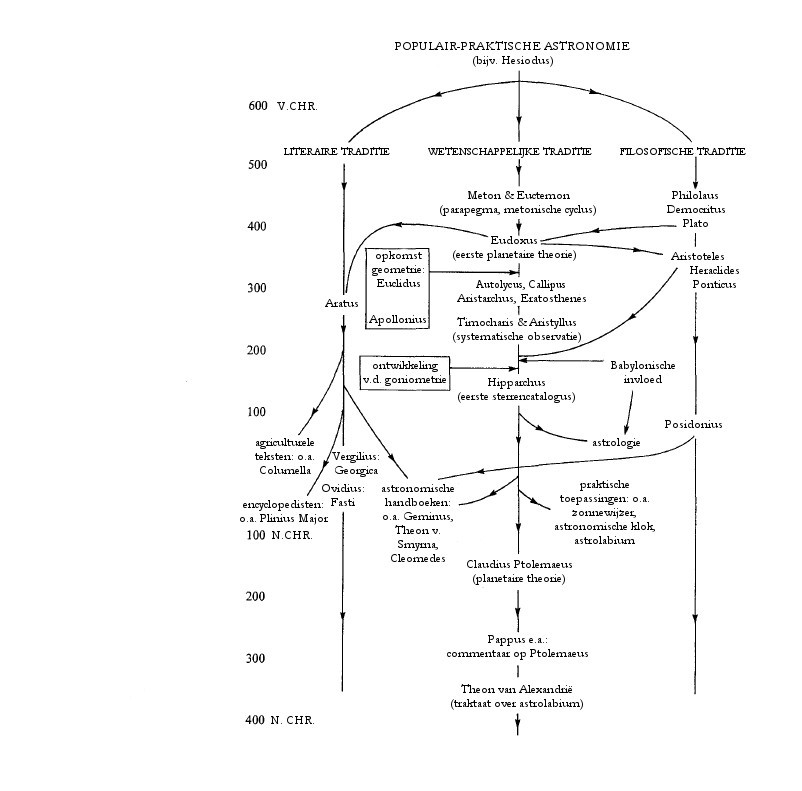
Ontwikkeling van de oud-Griekse astronomie.

Uit de late oudheid zijn meer dan honderd Grieks-Egyptische astronomische papyri bewaard gebleven. Sommige zijn van kort na Ptolemaeus, maar uit de 3e eeuw is er weinig, en pas in de 4e eeuw neemt het aantal bronnen toe. De meeste bevatten numerieke tabellen, horoscopen, teksten over het bepalen van hemellichaamposities op bepaalde data, en fragmenten van astronomische traktaten. Dergelijke papyri waren van astrologen, die werkten in lokale tempels of als zelfstandige beroepsastrologen.
Grieks-Egyptische astronomie was doorgaans niet van observationele aard. De meeste astronomische verhandelingen vormden commentaren op de werken van Ptolemaeus. Er waren handleidingen voor het gebruik van zijn Tabellen, en de Almagest werd onderdeel van het wiskundige onderwijs als vervolg op het studeren van Euclides' Elementen en de traktaten over sferische astronomie door Autolycus van Pitane (circa 300 v.Chr.) en Theodosius van Bithynië (circa 100 v.Chr.). In de 4e eeuw waren Pappus en Theon van Alexandrië belangrijk voor het wiskundige en astronomische onderwijs in Alexandrië. Zij baseerden zich onder anderen op Ptolemaeus. Ook Serapion, Arcadius en Theons dochter Hypatia schreven commentaren.
In de 5e eeuw schreef de neoplatonist Proclus een Uiteenzetting van astronomische modellen, waarin hij beknopt en niet-technisch astronomische problemen, hypothesen en methodes behandelde. Het vormde een goede introductie voor Ptolemaeus' Almagest. Niettemin werden observationele en theoretische astronomie in deze periode verwaarloosd. Globaal werd de astronomie geleidelijk aan christelijk in plaats van heidens. In de 6e eeuw kon de neoplatonist Olympiodorus echter nog lesgeven over astrologie in een overwegend christelijk Alexandrië.
Tegelijk werd die stad minder belangrijk als studiecentrum, ten gunste van Constantinopel. De eerste astronoom van betekenis daar was Stephanus van Alexandrië, leerling van Olympiodorus, die de horoscoop van keizer Heraclius (610-641) zou hebben getrokken. Heraclius zelf schreef ook een astronomisch handboekje. Uit de erop volgende periode tot en met de vroege 9e eeuw zijn echter nauwelijks bronnen bekend. Mogelijk is dit veroorzaakt door de religieuze, iconoclastische beweging, die vijandig stond tegenover wetenschappelijk onderzoek. Astrologische en astronomische teksten vonden wel hun weg naar het Latijnse westen en vooral het islamitische cultuurgebied.

## Invloed op Indiase astronomie en astrologie (na 200)
Indiase astronomie werd beïnvloed door Griekse en, via de Grieken, Babylonische astronomie. Hellenistische teksten werden vertaald naar het Sanskriet tussen 200 en 400 n.Chr., toen de handel tussen het Romeinse Rijk en westelijk India intensief was. De eerste tekst werd door Yavanesvara (2e eeuw) vertaald in Ujjayanī en ging over astrologie. Het origineel ging verloren, maar werd op rijm gesteld door Sphujidhvaja als de Yavanajātaka in 269. Dat werk werd de basis voor de Indiase geboortehoroscopie. Andere Grieks-Babylonische vertalingen uit deze tijd waren de Vasistha, Romaka en Paulisa sidhāntas. Een samenvatting daarvan is overgeleverd, de Pañcasiddhāntikā van circa 550.
Door dergelijke teksten raakten ideeën van bijvoorbeeld Hipparchus verspreid, en ging men analemma's gebruiken voor boldriehoeksmeting. Verder raakten onder andere excentrische en epicyclische modellen, tabellen voor het berekenen van maan- en zoneclipsen, en de beschrijving van mechanismen die planetaire bewegingen verklaren bekend, bijvoorbeeld via de Paitāmahasiddhānta van circa 425. De Pañcasiddhāntikā bevat nog de mededeling dat het tijdsverschil tussen Alexandrië (Yavanapura) en Ujjayanī en Vārānasī een longitude van 44° en 54° bedraagt (moderne meting: 45° 50' en 53° 70'). Dit kon alleen door op de respectievelijke locaties gelijktijdig dezelfde maaneclips te observeren, en dat vereiste nauwkeurige meetinstrumenten en internationale organisatie.

## Astronomische hulpmiddelen
Voor astronomische waarnemingen gebruikte men in eerste instantie het lichaam om de hoogte van hemellichamen boven de horizon te meten: met de vinger, hand, onderarm, enzovoort.
Een primitief hulpmiddel was een houten plaatje van een bepaalde afmeting, waarmee de afstand tussen hemellichamen vergeleken kon worden. Het plaatje werd dan op zekere afstand van het oog gehouden. Soms bleek een groter plaatje nodig te zijn om de maan 'af te dekken' dan op andere momenten. Zo observeerde men de veranderende diameter van de maan.
Voor het bestuderen van de zon keek men onrechtstreeks via een bak met vloeistof, bijvoorbeeld olijfolie, waarin de zon weerspiegeld werd. Deze methode is geschikt voor het observeren van een eclips. Een alternatief middel was een camera obscura, waarbij het zonlicht door een klein gat viel en een omgekeerde projectie op een wand opleverde.
Nog een eenvoudig maar effectief middel was de kunstmatige horizon, zoals een cirkelvormige muur. Hiermee werd de ongelijkheid van de echte horizon vermeden en verkreeg men een duidelijk overzicht. Bovendien kon men bij de kunstmatige horizon markeringen plaatsen op plekken waar bijvoorbeeld een ster opkwam en weer onderging.
De klepsydra ('waterdief') was in functie gelijk aan de zandloper. Dit hulpmiddel werd al in de Egyptische oudheid gebruikt. Twee vaten worden boven elkaar geplaatst, met een gat in de bodem van het bovenste. Dan vult men het bovenste vat met water en blijft men het bijvullen, zodat een gelijke stroom water opgevangen wordt in het onderste vat. Zodra dat vol is, plaatst men een nieuw vat om water op te vangen. Zo kan men tijd meten in gelijke delen.
De polos was een halve hemisfeer met een gnomon in het midden en de cirkel van de hemelmeridiaan, zonnewendes, equinoxen enzovoort erop gemarkeerd. Dit instrument werd waarschijnlijk door Euctemon en Meton gebruikt bij hun observaties, omdat ze onderscheid maakten tussen het werkelijke en het zichtbare opkomen en ondergaan van een ster.
Het belangrijkste instrument was waarschijnlijk de gnomon (zonnewijzer), die werd gebruikt voor het meten van tijd en voor astronomische studie. Hij stimuleerde het uitvoeren van berekeningen en metingen, in het bijzonder de berekening van hoeken. In principe kon de zonnewijzer zo eenvoudig zijn als een staf in de hand of in de grond, waarmee vervolgens de schaduw van de zon waargenomen en gemeten werd. Met de gnomon bepaalde men de noord-zuidlijn, want op het middaguur staat de zon precies in het zuiden. Volgens doxografische bronnen kon de presocraat Anaximander met behulp van een gnomon de zonnewendes en equinoxen bepalen. Met de aanname dat de aarde rond is, kan men tevens de latitude (breedtegraad) vaststellen, door de hoek van de schaduw vanaf de top van de gnomon te meten tijdens de equinox. Tot slot gebruikte Thales van Milete volgens Plutarchus een gnomon om de hoogte te bepalen van een piramide, een meting die ook werd toegepast voor astronomische doeleinden.
Om de verstorende werking van ander licht in de atmosfeer (deels) weg te nemen en waarneming te verbeteren, gebruikte men een kijkbuis (dioptra, aulos). Als alternatief kon men in een put gaan staan, maar dan miste men mobiliteit. De kijkbuis kon ook een lat zijn. Die werd gebruikt voor astrometrie en om te bepalen welke sterren(beelden) tegenover elkaar in de hemel staan. Als men via het ene uiteinde keek naar de opkomende Kreeft, en men keek dan door het andere uiteinde, dan zag men Steenbok. Men kende ook een samengestelde kijkbuis, waarbij één buis gericht bleef op de poolster voor oriëntatie, terwijl met de andere buis de verplaatsende ster gevolgd kon worden. Met gradenbogen eraan kon men hoeken meten en de dierenriem in twaalf gelijke delen te verdelen.
In de hellenistische tijd ontstond het astrolabium, een tweedimensionale weergave van de hemel. Men kon er de sterren, zon en maan mee observeren en equinoctale uren omzetten naar gewone. Niet een exemplaar uit de oudheid is bewaard gebleven, maar twee verhandelingen erover zijn dat wel, van Johannes Philoponus (vroege 6e eeuw) en Severus Sebokht (7e eeuw), die vermoedelijk teruggaan op een werk van Theon van Alexandrië.
Het armillarium werd gebruikt in Romeinse en mogelijk al hellenistische tijd. Het was een driedimensionale constructie van sferen. Sommige sferen stonden op de ecliptica, sommige op het horizontale vlak. Daarmee werden de posities van hemellichamen inzichtelijk gemaakt. Als meetinstrument verdrong het de kijkbuis, dat nog gebruikt werd als didactisch, observatorisch hulpmiddel.
De kijkbuis werd doorontwikkeld tot een soort theodoliet. Men verzwaarde de voet met water en rustte de buis uit met een gradenboog.

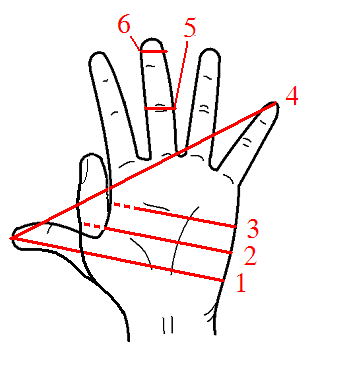
De hand was een eenvoudig middel om afstanden tussen bijvoorbeeld sterren en planeten te bepalen.
Meting met behulp van een gnomon: een dag op breedtegraad 50N.
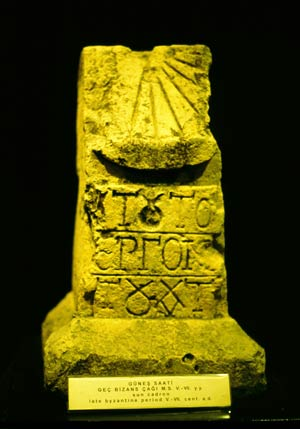
Antieke zonnewijzer, die werkte met behulp van de gnomonschaduw.
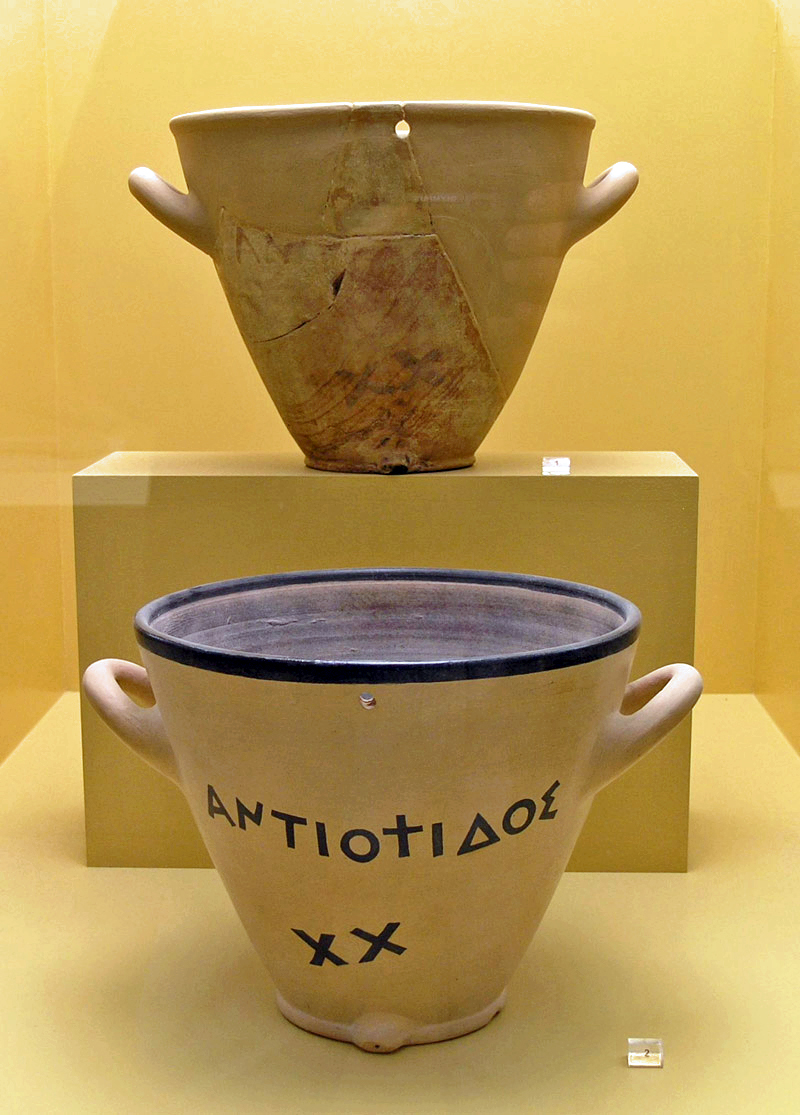
Klepsydra. Reconstructie van een kleien origineel uit de late 5e eeuw v.Chr. Ancient Agora Museum, Athene.
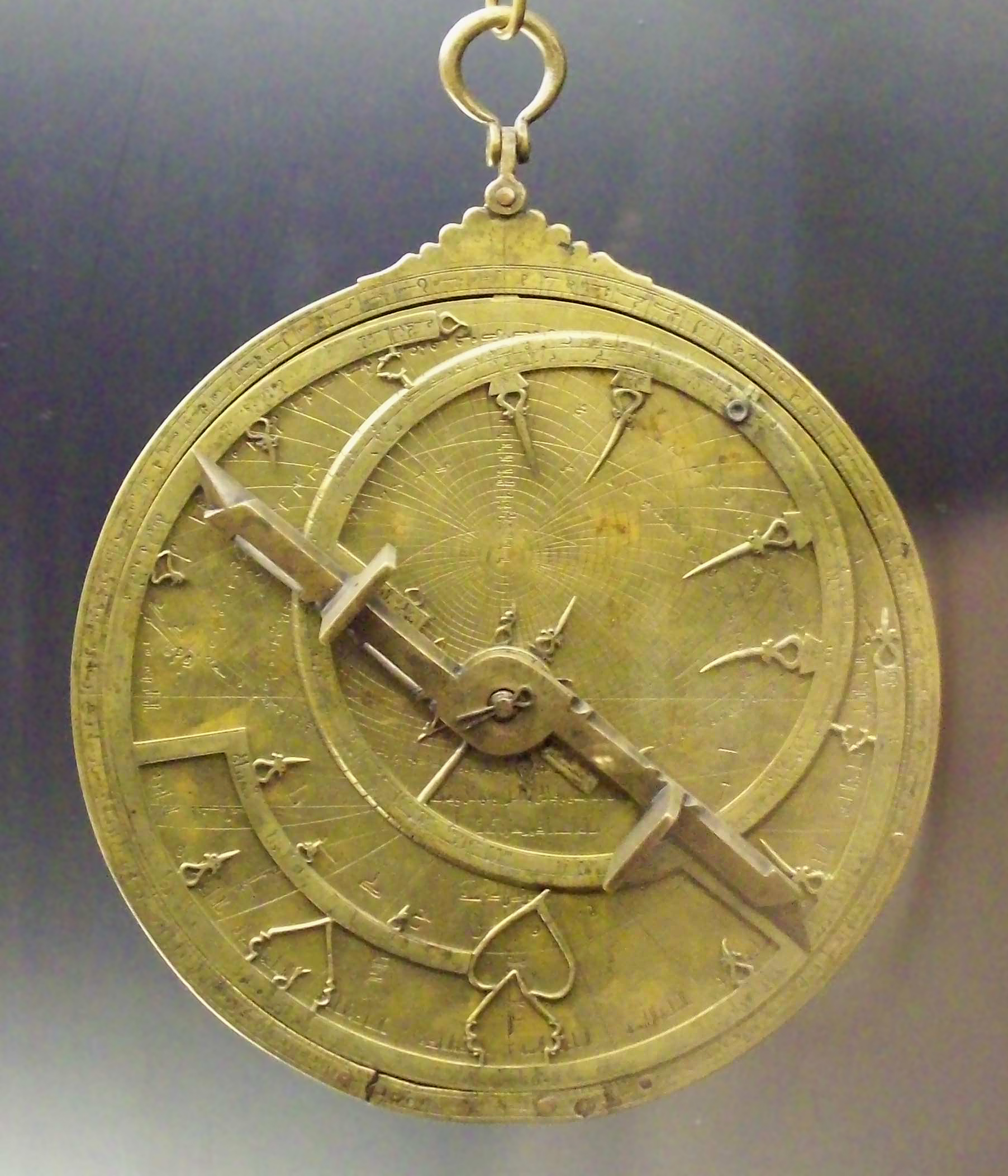
Astrolabium uit Toledo, 1067.
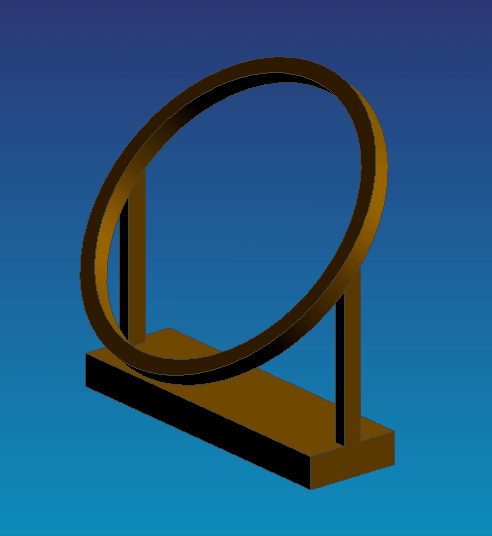
De equatorring is een hellenistische uitvinding voor het bepalen van de equinoxen. De ring werd toegepast in armillaria.
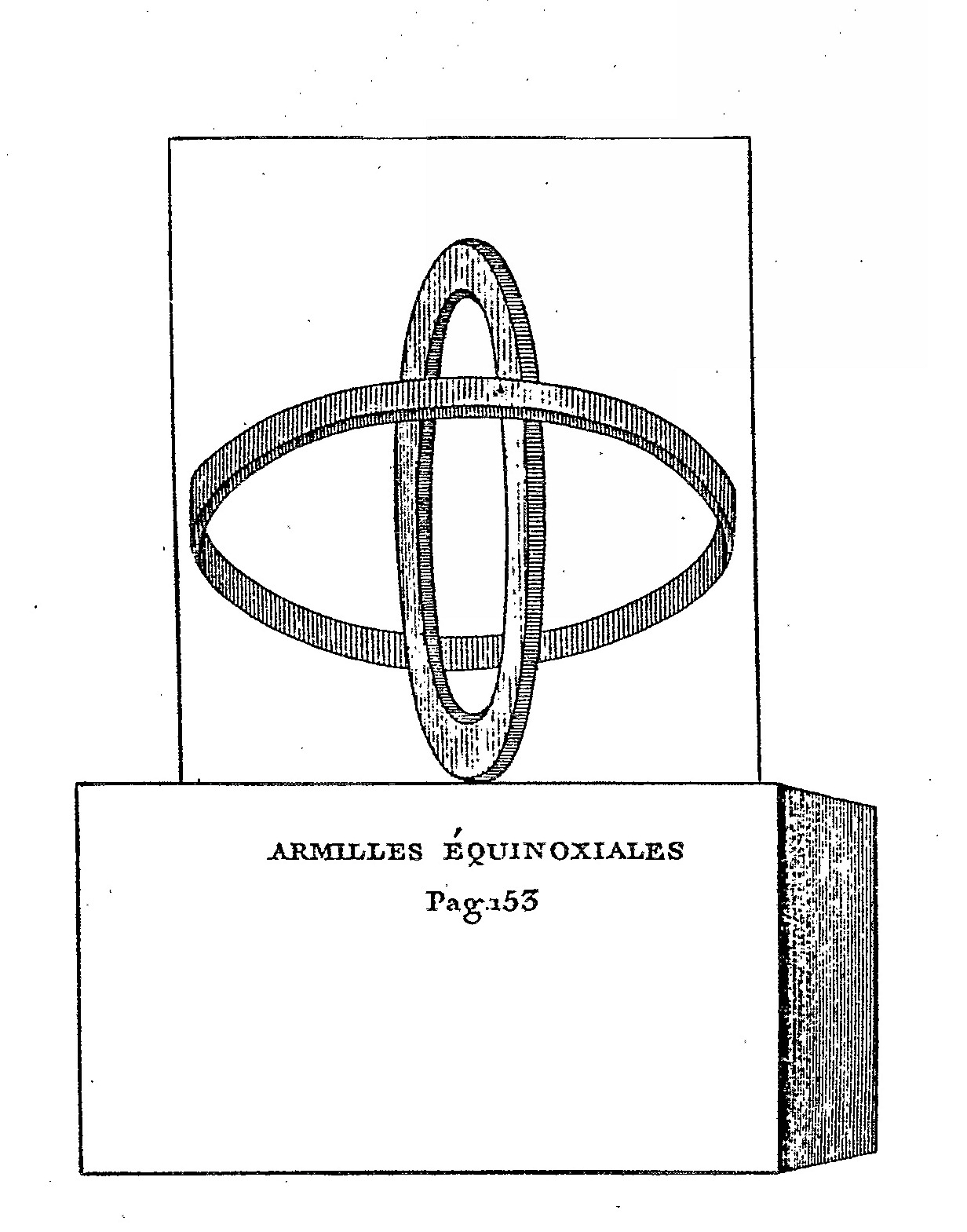
Het vroegste type armillarium, volgens Archimedes uitgevonden door Eratosthenes, bestond uit twee ringen.
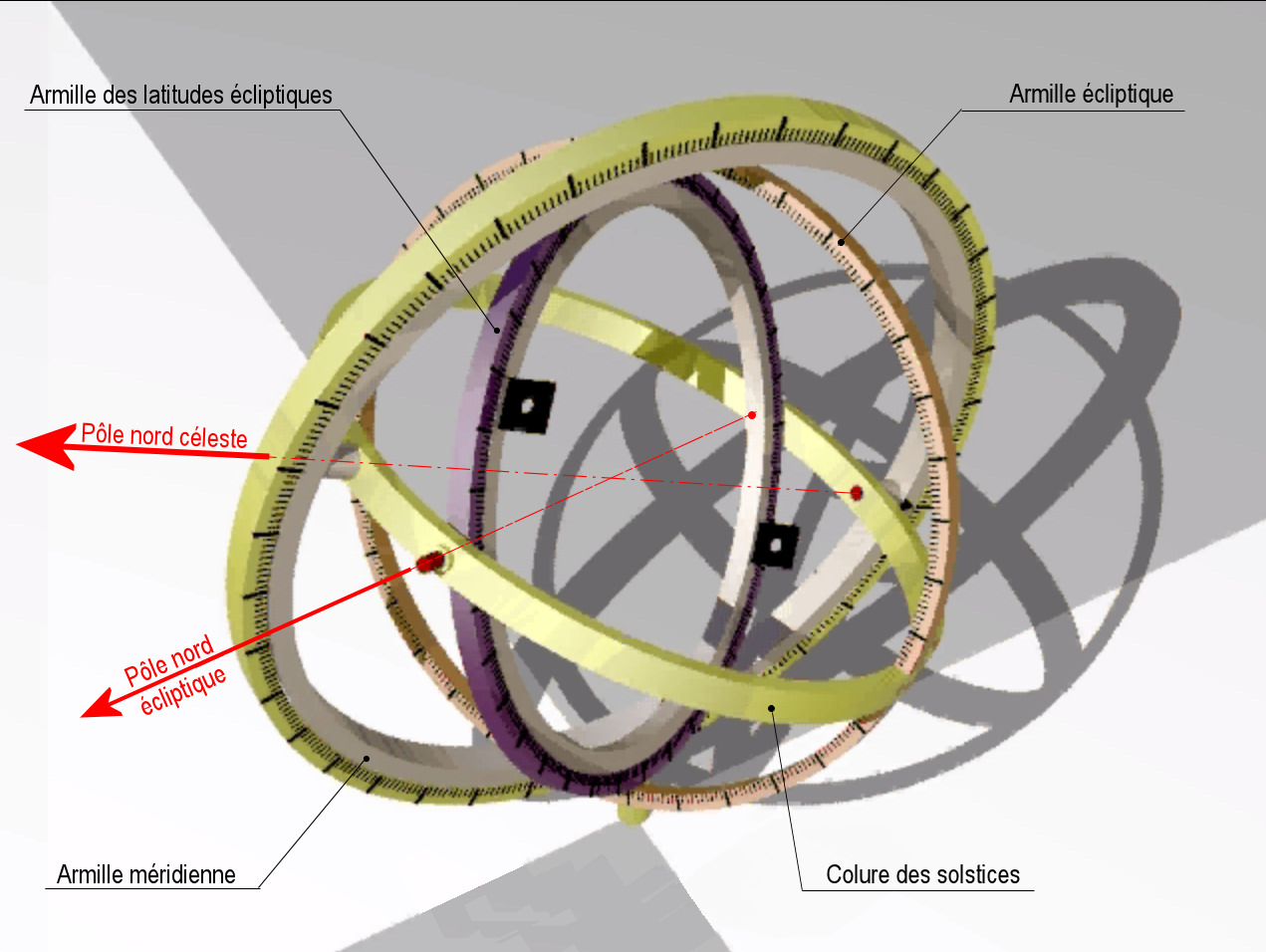
Een armillarium met beschrijving.
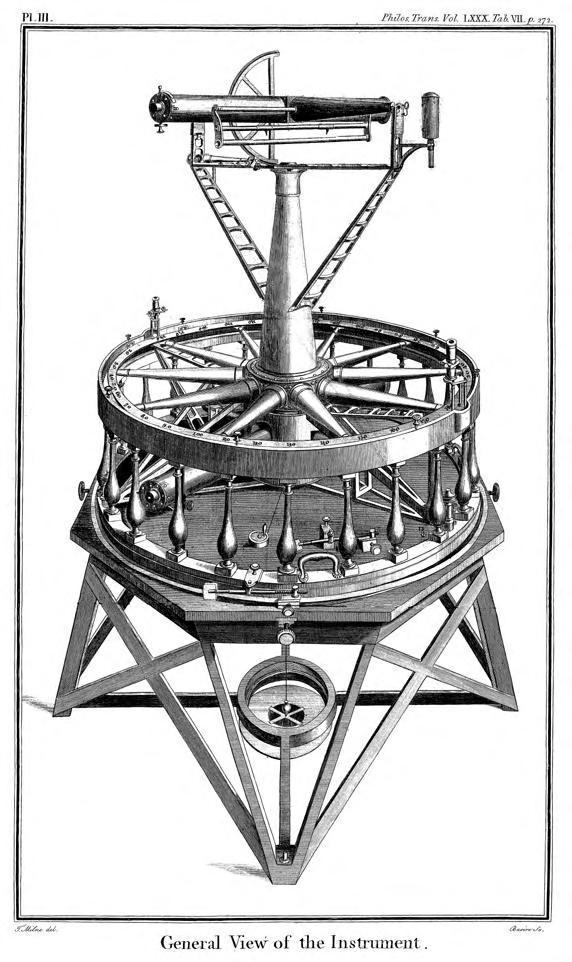
De Grieken kenden een voorloper van de theodoliet.

## Astronomische en astrologische bronnen

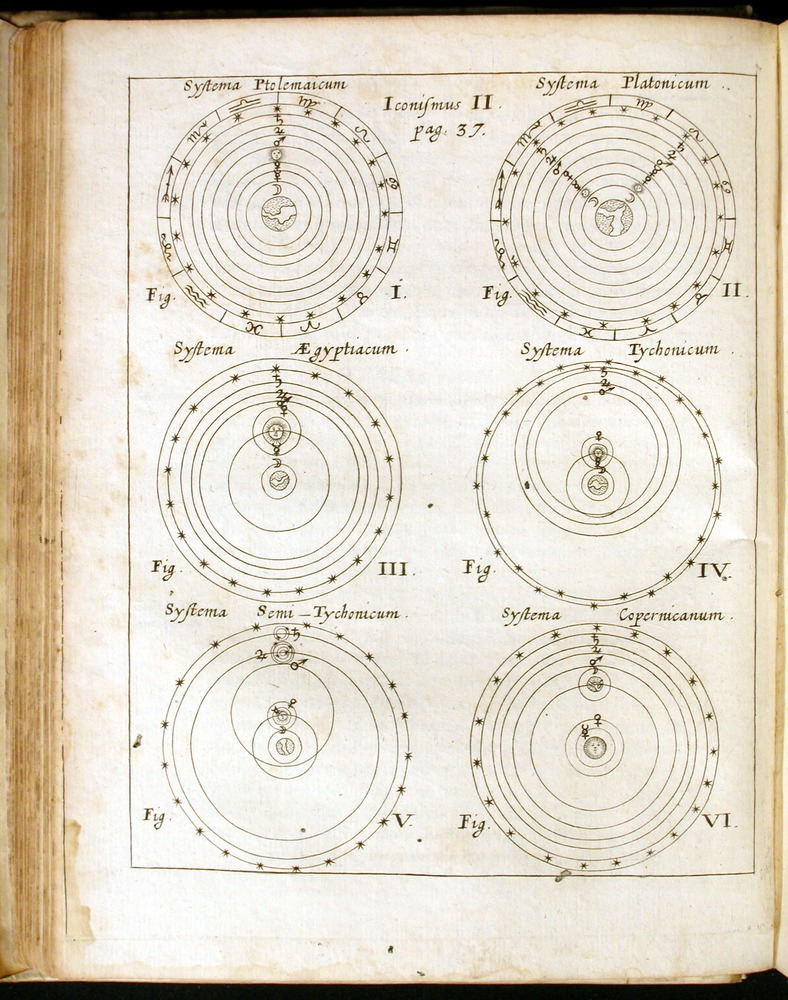
Bladzijde 37 uit Athanasius Kirchers Iter Extaticum Coeleste, 1671. Hierop staan enkele kosmologische modellen afgebeeld. I: volgens Ptolemaeus. II: volgens Plato. III: pseudo-Egyptisch (Vitruvius, Macrobius, Capella e.a.). IV: volgens Tycho Brahe. V: semi-tychoaans. VI: volgens Copernicus. Modellen III t/m V zijn semi-heliocentrisch.

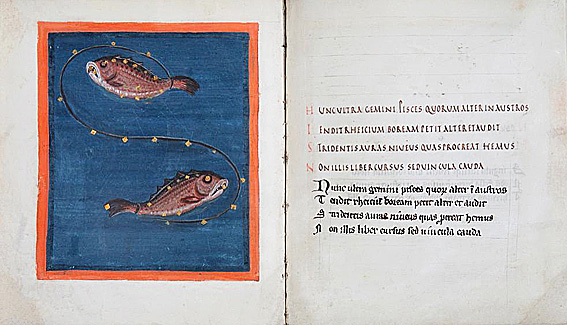
Bladzijden uit de Leidse Aratea, een karolingisch handschrift met Aratus' Fenomenen dat een beschrijving van de dierenriem en een planetarium bevat.

Hieronder volgt een overzicht van bekende schrijvers en hun overgeleverde materiaal. Soms betreft het volledige werken, soms slechts fragmenten in latere bronnen overgeleverd. Van de vermelde bronnen bestaan kritische edities, al dan niet met vertaling.

### Grieks
- Achilles Tatius (3e eeuw): Isagoge bij de Phaenomena van Aratus.
- Albumasar (Abu Ma'shar, Grieks: Apomasar; 9e eeuw): De revolutionibus nativitatum.
- Alexander van Epheze (ca. 60 v.Chr.): fragment gedicht over de harmonie van de sferen, beschrijving van de hemel. Geciteerd door Theon van Smyrna).
- Antigonus van Nicea (2e eeuw): fragmenten, onder andere de horoscoop van keizer Hadrianus.
- Antiochus Atheniensis (ca. 200): excerpten in Rhetorius en andere late schrijvers, en uitvoerig in Arabische bronnen. Fragmenten van zijn Thesaurus zijn bewaard.
- Anubion (1e eeuw): auteur van een astrologisch gedicht, een bron van Manetho (boek I).
- Apollinarius van Aizanoi (1e eeuw v.Chr.): maakte maantabellen op basis van Babylonische gegevens, en schreef over zonsverduisteringen en astrologie.
- Aratus (derde eeuw v.Chr.): Phaenomena, een invloedrijke tekst die bewaard is gebleven.
- Autolycus van Pitane (ca. 300): Over de bewegende sferen (wiskundig); Over opkomst en ondergang (observatief).
- Balbillus (T. Claudius) (1e eeuw): Astrologoumena, een astrologisch werk. Geciteerd door de astroloog Hephaestion van Thebe, circa 380.
- Berōsus van Babylon (ca. 270-210): Babyloniaca, een geschiedenis van Babylonië met een beschrijving van de kosmos. Hij maakte Babylonische astrologie bekend bij de Grieken.
- Claudius Ptolemaeus (2e eeuw): Syntaxis (Almagest); Tetrabiblos; Planetaire hypothesen.
- Clearchus van Soloi (ca. 330 - 270 v.Chr.): fragmenten.
- Cleomedes (2e eeuw): De motu circulari corporum caelestium.
- Dorotheus Sidonius (ca. 50): astrologische fragmenten.
- Eratosthenes (3e eeuw v.Chr.): Catasterismorum reliquiae.
- Geminus (halverwege 1e eeuw): Elementa astronomiae.
- Hegesianax van Alexandrië (eind 2e eeuw v.Chr.): fragmenten van een hexametrisch gedicht, Phainomena, dat de hemel beschrijft (Plutarchos Over het gezicht in de maan 2-3 [920e–921b]).
- Heliodorus (ca. 500): In Paulum Alexandrinum commentarius.
- Hephaestio van Thebe (Thebanus) (ca. 415): Apotelesmatica; Apotelesmaticorum epitomae quattuor (Byzantijns).
- Hipparchus (2e eeuw v.Chr.): In Arati et Eudoxi Phaenomena commentarii.
- Hypsicles van Alexandrië (2e eeuw): twee traktaten; eerst bekende Griek die de cirkel van 360° gebruikte, later overgenomen door astrologen.
- Imbrasius van Efeze (1e eeuw v.Chr. of n.Chr.): Voorspellingen over de zieken, een astrologisch werk over prognosticatie.
- Manetho (2e of 3e eeuw): pseudoniem; dichter van diverse (astrologische) werken, waaronder de Apotelesmatica.
- Maximus (4e eeuw): De actionum auspicii.
- Paulus Alexandrinus (2e helft 4e eeuw): Elementa apotelesmatica.
- Petosiris (ca. 140-105): 15 boeken over astrologie en prognosticatie op basis van hemelfenomenen. Geciteerd door de astroloog Hephaestio van Thebe, circa 380.
- Pitenius (vroege 2e eeuw): horoscoop, papyrusfragment.
- Porphyrius (3e eeuw): Inleiding tot Ptolemaeus' Tetrabiblos.
- Posidonius van Apamea (1e eeuw v.Chr.): over kometen.
- Rhetorius (ca. 500): grote fragmenten van zijn Thesaurus zijn bewaard gebleven, waarin oudere schrijvers als Teucer en Antioches geciteerd worden.
- Sextus Empiricus (ca. 200): Adversus astrologos.
- Sosigenes (2e eeuw): extract tegen Eudoxos' theorie, op basis van de variërende afstanden tussen planeten en de aarde.
- Teucer Babylonicus (1e eeuw): fragmenten.
- Theodosius van Bythinië (ca. 100 v.Chr.): Sferen (update van Autolycus en Euclides), Over residenties (beschrijving hemel v.a. verschillende breedtegraden) en Over dagen en nachten (beschrijving veranderingen daglicht gedurende een jaar).
- Theon van Smyrna (2e eeuw): Bruikbare wiskundige aspecten voor bij het lezen van Plato (boek 3).
- Thessalus van Tralles (late 1e eeuw v.Chr.): Remedies, waarin astrologie, geneeskunde en botanie zijn vermengd.
- Vettius Valens (2e eeuw): Anthologiae.
- Xenarchus van Seleucia (1e eeuw v.Chr.): fragment, geciteerd door Simplicius, argumentatie tegen Aristoteles' aither/vijfde element.

### Latijn
- Avienus (4e eeuw): Aratea.
- Cicero (1e eeuw v.Chr.): Aratea.
- Firmicus Maternus (ca. 335): Mathesis.
- Germanicus (begin 1e eeuw): Aratus.
- Hyginus/pseudo-Hyginus (mogelijk 2e eeuw): Poetica astronomica.